# Araeognatha cineracea
Araeognatha cineracea är en fjärilsart som beskrevs av Butler 1879. Araeognatha cineracea ingår i släktet Araeognatha och familjen nattflyn. Inga underarter finns listade i Catalogue of Life.